# コバノフユイチゴ
コバノフユイチゴ（小葉の冬苺、Rubus pectinellus）はバラ科キイチゴ属に分類される矮性の常緑低木。別名、マルバフユイチゴ。

## 特徴
茎は細く、細いまっすぐな刺があり、地面を這ってところどころに根をおろし、群落をつくる。葉は長い柄をもって茎に互生する。葉柄には細い刺があり白毛が密生する。葉身は円形または卵状楕円形で、先端は円く、長さ3-5cm、縁に細鋸歯がある。葉の両面にも白毛が密生し、葉裏の脈上に細い刺がある。托葉は宿存し、深く尖裂する。
花期は5月-7月。匍匐枝から花枝を直立させ、枝先に白色の5弁花を1個付ける。まれにその下の葉腋に花がつく場合がある。花弁は長さ10mm、萼裂片は長さ15-20mmで浅く羽状に尖裂する。花後、8-9月に果実は球形になって紅色に熟す。

## 分布と生育環境
本州、四国、九州に分布し、山地の林下、林縁に生育する。

## ギャラリー
- 果実